# Erdélyi Mór (fotográfus)
Erdélyi Mór, született Grünwald Mór (Nagysurány, 1866. december 3. – Budapest, Terézváros, 1934. március 11.) fényképész, fotóriporter.

## Kezdetek
Grünwald Jakab (1835–1920) jómódú kereskedő és Kurzweil Mária gyermekeként született. Tanulmányait az érsekújvári ferences gimnáziumban kezdte, de a család elszegényedése miatt Budapestre utazott fényképészetet tanulni. 1884-től 1891-ig tartottak tanonc- és segédévei, amiket Ellinger Edénél töltött, aki neves fényképész volt, és a Magyar Fényképészek Egyletének alapító tagja. Első önálló műtermét 1891-ben nyitotta meg az Erzsébet tér 18. szám alatt. Már a kezdetekkor sikere volt portréinak, így 1894-ben megkapta az udvari fényképész címet, rá egy évre pedig Gödöllőn fényképezte a királyi család tagjait. Az 1896-os millenniumi ünnepségek alatt minden jelentős politikai és társadalmi eseményen jelen volt, képei megjelentek a lapokban. Sikereinek köszönhetően 1896-ban megnyitotta második műtermét a Kossuth Lajos utca és az Újvilág (ma Semmelweis) utca sarkán álló ötemeletes bérpalotában. Erről a műteremről mint a város legmodernebb „fotografáló-intézetéről” közölt cikket a Magyar Szalon folyóirat. Házastársa Lord Anna volt, akivel 1903. június 25-én Budapesten kötött házasságot.

## Országjárás
Addigi munkásságát a Párizsi Világkiállításon (1900) aranyéremmel ismerték el. Erdélyi egyre gyakrabban fényképezett épületeket is, újonnan épülteket és műemlékeket egyaránt. Operatőreivel együtt beutazta az egész országot, kastélyokat, néprajzi és építészettörténeti nevezetességeket örökítettek meg. Ezen képek felhasználásával jelent meg 1909-ben egy 680 képet tartalmazó és több nyelvre lefordított Magyarország album, mely állami megbízással készült. Mindezen tevékenysége mellett szorgalmasan fényképezte Budapest lebontásra ítélt részeit és új épületeit is.
Sok állami megbízást nyert fotózási feladatokra. Így a mezőgazdasági munkásház-akció során a  Békés vármegyei és több alföldi településen felépült utcasoroknak és házbelsőknek, a mezőgazdasági munkafázisoknak, a szoborpályázatok kisplasztikáinak (Erzsébet királyné, Kossuth Lajos szoborpályázat), kiállítások (képzőművészeti és gazdasági, pl. az 1902. évi pozsonyi országos mezőgazdasági kiállítás) nyertes tárgyainak, gépeinek, állatainak megörökítésére.
A párizsi világkiállításon 1900-ban aranyéremmel jutalmazták, az ő képeivel illusztrálták a lapok tudósításait, és a „Magyarország a párisi világkiállításon” című albumot is.

## Oktatás
Az 1900-as évektől kezdődően Erdélyi a fotográfia alkalmazásának új lehetőségeit kereste, és javasolta, hogy az oktatásban használják fel az általa az ország történeti és művészettörténeti nevezetességeiről készített diapozitívjait. E cél érdekében  1908-ban megalapította az Uránia Szemléltető Taneszközök Gyárát, ami diapozitívok, szemléltető képek és taneszközök nagybani előállítására, árusítására, továbbá ismeretterjesztő néprajzi, történelmi jelentőségű mozgófénykép-felvételek készítésére szakosodott. Ebben a gyárban dolgozta ki a vetített képes szemléltető oktatás rendszerét, mellyel első volt Európában. Az üzletet 1919-ben államosították, de a konszolidáció után mindent újrakezdett.

## Közéleti szerepek
A fotográfiai közéletben is vezető szerepet játszott. 1911-ben a Magyar Fényképészek Országos Szövetségének elnöke, majd 1926-ban tiszteletbeli elnöke lett. 1921-től – Uher Ödönnel és Székely Aladárral együtt – a Budapesti Fényképészek Ipartestületének díszelnöke. 1926-ban őt delegálták Frankfurtba a nemzetközi fényképészkongresszusra.

## Publikációk
Gyakran publikált szaklapokban is. A fotográfia elsődleges feladatának az ismeretközlést tartotta, és véleménye szerint az idegenforgalom fejlődése többek között annak is volt köszönhető, hogy a fotográfia széles körben elterjedt. Dolgozott a National Geographic Magazin számára is, az ő képeivel illusztrálták a trianoni békeszerződés alapján elcsatolt magyar területekről szóló írásokat.
Munkássága elismeréseként 1924-ben kinevezték kormányfőtanácsossá.

## Fényképei
Fényképeiből többnyire azok maradtak meg, amelyeket megrendelésre készített, eladott vagy odaajándékozott különféle intézményeknek, közgyűjteményeknek. A műtermében felhalmozott és katalogizált képei és lemezei (közel 150 ezer negatív) nagyrészt megsemmisültek vagy elkallódtak. Képei legnagyobb részét a Budapesti Történeti Múzeum Kiscelli Múzeuma (korábban Fővárosi Múzeum), a Magyar Mezőgazdasági Múzeum őrzi, de vannak felvételek a Fővárosi Szabó Ervin Könyvtár Budapest Gyűjteményében, a Privát Fotó Galériában, a Magyar Képzőművészeti Egyetem Könyvtárában és más gyűjteményekben is. Erdélyi képeinek nagy részét eleve a Fővárosi Múzeumnak szánta, mellyel igen jó kapcsolatot ápolt több évtizeden át. A várostörténeti gyűjtemény legkorábbi darabjai, és a fényképgyűjtemény alapja 107 darab 1890-es évek közepén készült fotó. A múzeum ezután is többször kérte a Fővárosi Tanácsot, hogy engedélyezzék Erdélyinek, hogy fontos épületekről, városrészekről fotókat készíthessen. Ezek a képek is idővel a múzeumokba kerültek. Erdélyi e fotók negatívjait évekkel később újra kinagyította és eladta. A gyűjteményekben így találhatók olyan képek, amelyek ugyanarról az objektumról más-más technikával készültek (albumin, celloidin, ezüstzselatin), és akár 20-25 év az előállítás különbsége.